# 后赵灭前赵之战
后赵灭前赵之战，328年（前赵光初十一年、后赵太和元年）七月至十二月，后赵君主石勒派兵攻前赵，亲率大军增援洛阳进而击败灭亡前赵的战役。
328年七月，石勒派中山公石虎率众四万从轵关西攻前赵，攻下河东五十余县，到蒲坂城下，威胁前赵都城长安。前赵皇帝刘曜派河间王刘述率军屯驻秦州，防备前凉张骏和仇池杨难敌，自率精锐由潼关北渡黄河，救援蒲坂。石虎撤退。刘曜追击，八月在高候原大败石虎，斩杀后赵将领石瞻。前赵乘胜进击，自茅津渡沿黄河东下，围攻金墉城。后赵将领石生抵抗，刘曜派人开掘洛阳东面的千金堤，引水入城。分兵攻打汲郡、河内郡。后赵荥阳郡太守尹矩、野王郡太守张进投降前赵。
十一月，石勒想要亲征洛阳，程遐劝阻。石勒说刘曜带兵十万攻城一百天不克，我军精锐相攻可胜；如果洛阳失守，刘曜就会威胁冀州。于是派石堪、石聪率军会师荥阳，石虎率军据守石门，石勒率四万步骑兵冲击金墉城刘曜营寨。十二月，石勒到达成皋，后赵集合六万步兵，二万七千骑兵。石勒派兵间道过巩县、訾邑，直达洛阳。刘曜和属下狂饮博戏，不体恤士卒，也不加强戒备。知道石勒军渡过黄河，才计划救援荥阳，派兵进驻黄马关。石勒大軍至洛水，刘曜不再围攻金墉城，率兵十余万众在洛水西岸列阵。石勒率军四万入洛阳城。第二天，派石虎率兵三万。从城北向西攻打前赵中军，石堪、石聪各率八千骑兵从城西向北攻打前赵前军。刘曜在洛阳西南的西阳门前，准备决战。石堪趁机出击，石勒从西北勒门夹击，前赵军战败，五万余人战死，刘曜坠马被后赵俘虏。次年，刘曜在襄国被石勒所杀，刘曜太子刘熙被俘，后赵灭前赵。